# Höder
Höder, fornvästnordiska Hǫðr, även Hödur, ("den krigiske") är en blind gud i nordisk mytologi. Höder är enligt sagalitteraturen son till Oden och en okänd mor, och bror till Balder. Han har därtill många halvbröder, däribland Tor, Vidar och Vale. 

## Karaktär och biografi
Enligt den poetiska och prosaiska Eddan fick Frigg alla varelser, växter och ting att svära en ed att aldrig skada Balder, utom en mistel, som hon tyckte var för ung eller obetydlig. Gudarna roade sig sedan med att pröva sina vapen på Balder och se dem misslyckas med att skada honom. Loke fick dock reda på att misteln inte hade avsvurits någon ed. Han sökte därför upp denna mistel i avsikt att göra en pil av den, den pil uttrycket "mistelten" hänför till. Han återvände sedermera till de andra, med pilen han skapat och hjälpte Balders bror Höder att, aningslös om Lokes lönnliga avsikt spänna bågen med ny pil, sikta och avlossa den fatala misteltenen i Balder varpå denne dog som följd. Skeendet ledde Oden till att bege sig iväg, bort till en jättekvinna vid namn Vrind och nio månader senare födde hon dem en son. En gosse ren från all skuld till Balders död och därför född i syfte att vara den som hämnas Balder genom att dräpa Höder. Gossebarnet, namngiven Vale utförde därmed dådet, blott en dag gammal. Loke fick behålla sitt liv, men för sin del i Balders död förvisades han till underjorden för att leva sitt liv hårt fjättrad mot vassa stenar, utstött och föraktad av alla bortsett från hans hustru. Där är han fast resterande tid innan världens undergång inträffar, då han till slut kommer dö i strid. Efter Ragnarök spås det likväl att Balder och Höder åter skall komma till liv, bo i gudars boende och härska tillsammans i den nya tidsåldern.
Även den danske krönikören Saxo Grammaticus berättar om Höder i sin bok om danernas historia. Här har de nordiska gudarna gjorts om till kungar. Saxo säger att Höder var en duktig idrottsman, bäst bland boxare och simmare och utomordentligt skicklig i att använda alla slags vapen. Han var även en skicklig harpospelare och kunde med sin sång framkalla glädje, sorg, medlidande, åtrå eller hat.
I det finska eposet Kalevala förekommer en karaktär som benämns som "den blinde herden med den våta hatten", något som anses vara ett mytologiskt lån från Sverige och initialt densamme som Höder. Han dräper med en pil den ljuse hjälten Lemminkäinen.
I Historia de omnibus Gothorum Sveonumque regibus omnämns en svensk kung vid namn Hotherus eller Hoter som har vissa likheter med Höder. Enligt Johannes Magnus var Hotherus kung nummer 27 i den regentlängd där Noas sonson Magog var den förste.
I vissa moderna källor tolkas Höder som son till Frigg, men i så fall borde Hlins "andra sorg" i Völuspá 53 ha blivit Hlins "tredje sorg". Frigg kan dock ha varit hans styvmor. 